# María Eugenia Hirmas
María Eugenia Hirmas Rubio (Santiago, 15 de agosto de 1942) es una socióloga y política chilena. Fue directora del Área Sociocultural de la Presidencia de Chile entre 2007 y 2010, nombrada por la entonces presidenta de Chile, Michelle Bachelet.

## Biografía
Estudió licenciatura en sociología en la Universidad de Chile, y luego cursó un magíster en comunicación social, con mención en políticas y planificación de la comunicación Social en Latinoamérica, de la Universidad Central de Venezuela.
Hasta 2007 ejerció como directora ejecutiva de la Fundación Chilenter. Anteriormente había sido coordinadora de Redes Ciudadanas, jefa del Departamento de Comunicaciones de Prensa y Relaciones Públicas del Servicio Nacional de la Mujer (SERNAM), e investigadora del Centro Estratégico para la Calidad Académica (CENECA).
En marzo de 2007 fue nombrada directora del Área Sociocultural de la Presidencia de Chile, cargo creado por la presidenta Michelle Bachelet para encargarse de las instituciones que dependían habitualmente de la primera dama de la Nación. Mantuvo el cargo hasta el fin del mandato de Bachelet, en marzo de 2010.
Está casada desde 1964, con el economista y político Sergio Bitar, con quien tiene tres hijos.